# Difford & Tilbrook
Difford & Tilbrook je hudební duo, které tvoří zpěváci a kytaristé ze skupiny Squeeze – Chris Difford a Glenn Tilbrook. Jsou autory naprosté většiny písní této kapely. V roce 1982 se skupina Squeeze rozpadla a dvojice nadále pokračovala pod názvem Difford & Tilbrook. V roce 1984 vydala jedno album, rovněž nazvané Difford & Tilbrook. Roku 1985 byla obnovena kapela Squeeze a Difford s Tilbrookem přestali jako samostatné duo vystupovat. V letech 2014 až 2015 opět vystupovali jako duo (kapela Squeeze zůstávala aktivní).